# Győrújfalu
Győrújfalu (németül: Neudörfl) község Győr-Moson-Sopron vármegyében, a Győri járásban.

## Fekvése
Magyarország északnyugati részén, Győrtől 6 kilométerre helyezkedik el, az 1401-es út mentén.

## Története és mai élete
Első írásos említése 1328-ből ismert; ebből az évből a Magyarország történeti statisztikai helységnévtára Vyfalu, Wyfalu névvel hivatkozik rá. A Bényei Ágnes és Pethő Gergely által szerkesztett, Az Árpád-kori Győr vármegye településneveinek nyelvészeti elemzése című munkában Újfaluról az alábbiakat olvashatjuk: „a vm. É-i részén, Győr mellett’ 1328>364: Vyfalu, p. ~ Wyfalu”.
Később, 1341-ből egy másik írásos emlék maradt fenn arról, hogy a települést Baráti Pál Szentviddel és Esztergővel együtt cserébe átadta a királynak.
1477-től a Héderváry család tulajdonát képezte. Abban az évben Újfalu, Zámoly, Szabadi, Medve, Ráró, Ásvány, Dunaszeg, Szentpál és Ladamér is a Héderváryak tulajdonát képezte. 1536-ban a Héderváry és a Bakics család közötti birtokügyben bukkan fel a település neve. Győr török megszállása idején a falu elpusztult. 1609-ben Héderváry János és Czobor Imre telepítették újjá, tíz évi adómentességet adva a betelepülőknek. 1663-ban Miskey Józsa itteni birtokát eladta. 1770 körül a Jékey nemzetségnek is volt itt birtoka, melyet Viczay Mihály gróf szerzett vissza. Az 1640-es években felvett ún. "Sérelmi jegyzőkönyv"-ben olvashatjuk, hogy a török miatt a Szigetközben lakók sem élhettek békességben, s állandóan figyelniük kellett a Dunát. A gyakori áradások miatt a határnak csak kis részét tudta a lakosság művelni, a jó minőségű földek azonban kárpótolták a lakosokat. A jobbágylakosság jó anyagi helyzetére utal, hogy Újfalu 1734-ben ún. szabados község volt, ami azt jelentette, hogy a földesúrnak egy összegben fizették meg az adót, s cserében az az év más időszakaiban nem háborgatta őket.
A faluról az első ismert térképvázlat a 18. század végéről maradt fent; ezen mindössze két utca szerepel, a mai Rákóczi Ferenc utca – mely valószínűleg feltöltéssel kapta mai formáját – és a mai Arany János utca, ahol az urasági major foglalt helyet. A külső uradalmi központ, Mártonháza is ekkor jött létre. A 18. század végén több, mint száz lovat írtak össze a községben, ami azt valószínűsíti, hogy a lakosság talán fuvarozással is foglalkozott.

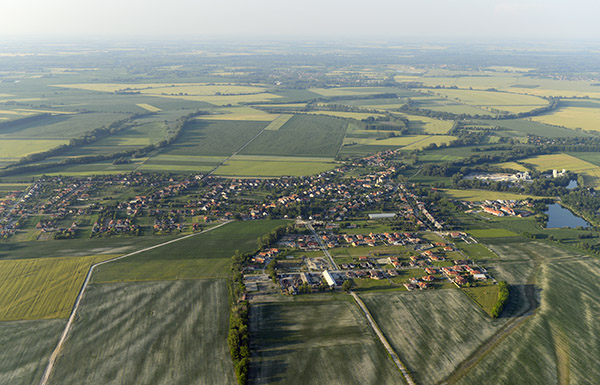
Győrújfalu látképe a levegőből

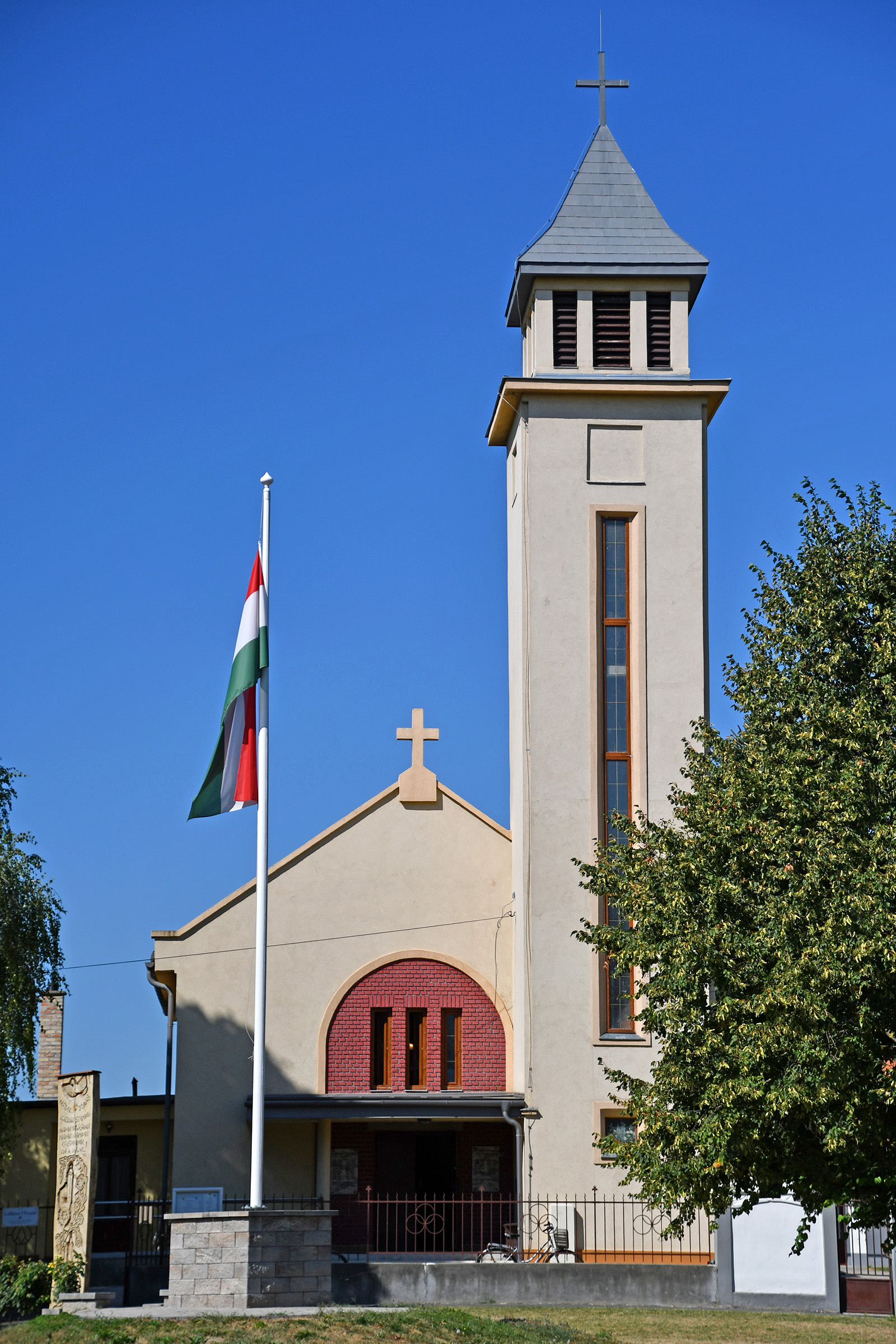
Evangélikus templom

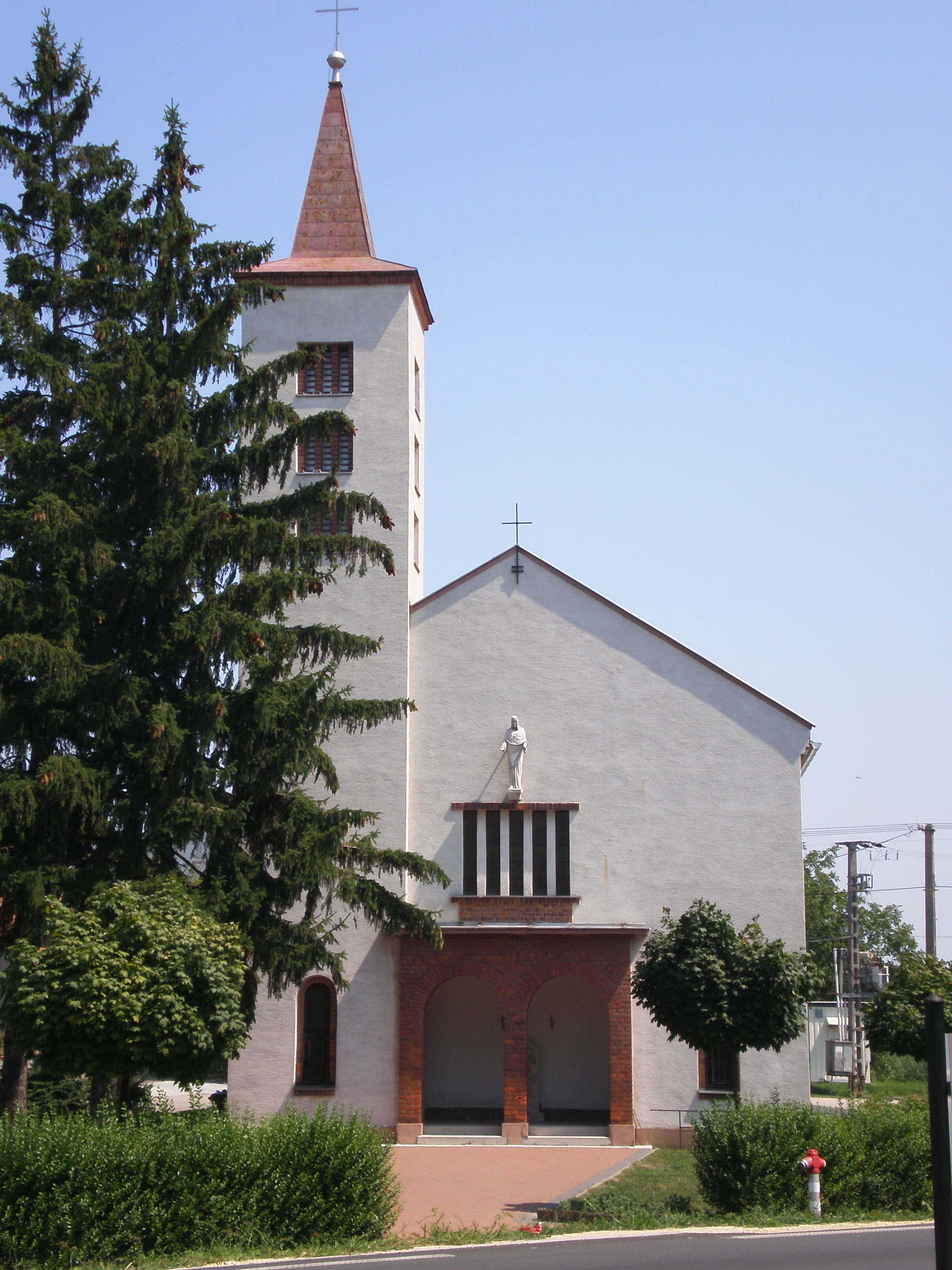
Katolikus templom

Az 1860-as években katolikus és evangélikus iskola épült a községben.
Különösen nagy lendületet vett az áruszállítás a 19. század közepén a közvetítő gabonakereskedelem fellendülése idején. Csány László kormánybiztos leveléből tudjuk, hogy a falu az 1848-as polgári forradalom és szabadságharc idején leégett. A tűz oka ismeretlen. A 17. század második felében több evangélikus család költözött át Vámosról Újfaluba, majd a 18. század végén számuk tovább növekedett. Az 1860-as években katolikus és evangélikus iskola épült a községben, mely épületek többszöri felújításon, átalakításon mentek keresztül, s a mai napig is megvannak. A jobbágyfelszabadítást követően a volt jobbágyok békésen megegyeztek a földesúrral, aki Mártonháza központtal egy darabban hasította ki a birtokában maradt földet. A volt jobbágyok eddig bírt illetőségüknek megfelelően, maguk sorsolták ki földterületeiket. Győr vármegye alispánja az 1871. évi községi törvény alapján Újfalut Vámos, Szabadi, Ladamér és Dunaszeg községekkel a zámolyi körjegyzőségbe sorolta. Ez az erőszakos csoportosítás nem volt hosszú életű. Az 1886. évi második községi törvény életbelépése után a lakosság kérelmére Újfalu a révfalui körjegyzőséghez került. Ez a társulás Révfalunak Győrhöz csatolásáig, 1905-ig maradt fenn, s utána Újfalu visszakerült a zámolyi körjegyzőségbe. A századforduló idején felvetődött egy szigetközi helyiérdekű vasút építésének a gondolata, mely részben a Khuen-Héderváry uraság negatív hozzáállásán és az első világháború kitörése miatt bukott, illetve hiúsult meg.
A 20. század elejétől a község elzártsága ellenére is folyamatosan fejlődött. Több közművelődési egyesület segítette a kultúra terjesztését.

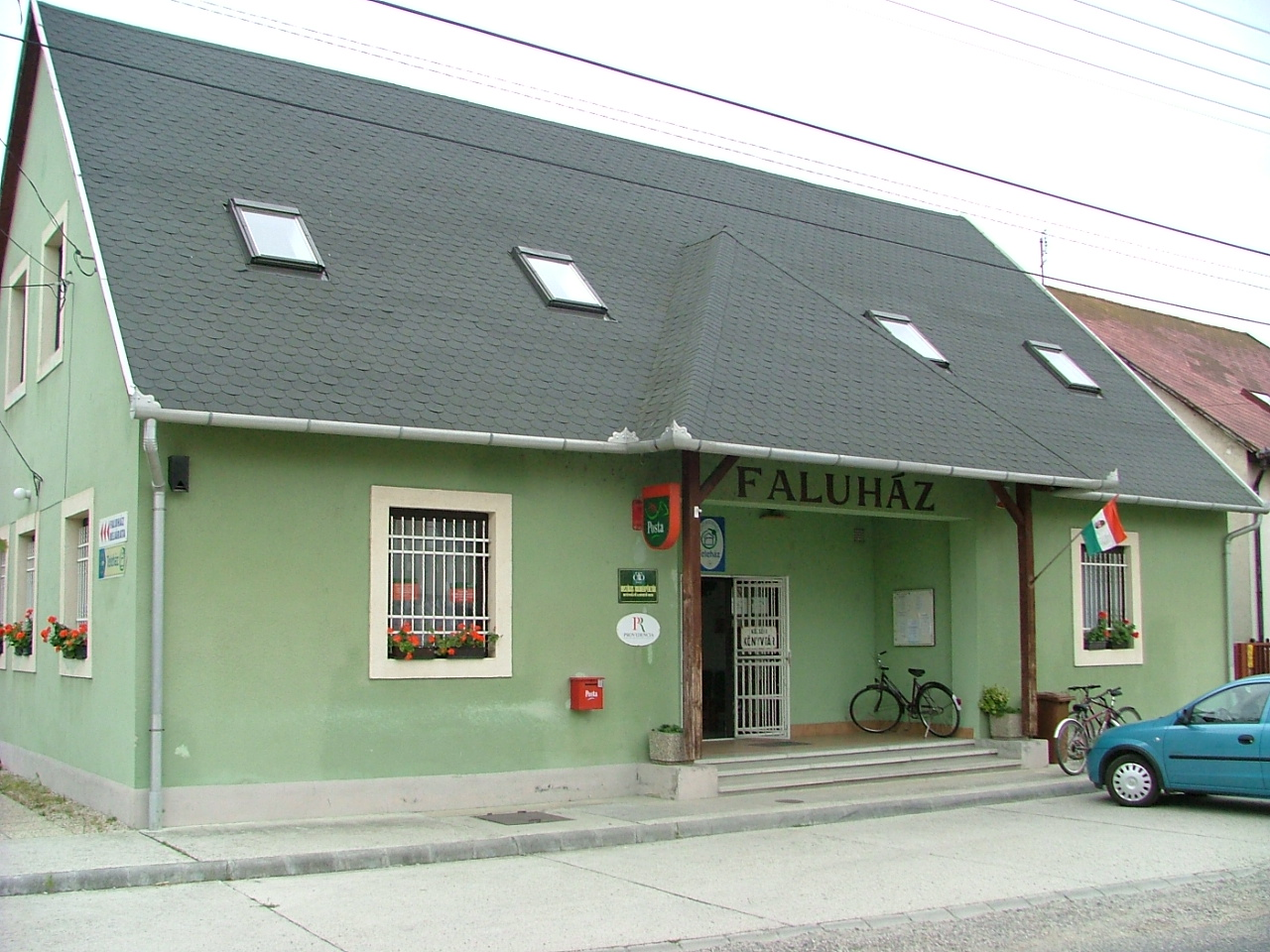
A faluház

Bár Szigetköz területét ősidők óta zárja körül az Öreg-, és a Mosoni-Duna, az elzártság jelentős mértékben befolyásolta sorsát. Győrbe kocsival csak nagyon körülményesen, a Győrszigetbe vezető ún. jármos hídon lehetett közlekedni, gyalogosan pedig a mai vashíd helyén álló hajóhídon lehetett a városba bejutni. Nem véletlen, hogy Győr vármegye vasúthálózatának kiépítése végén többen is szorgalmazták egy szigetközi helyiérdekű vasút kiépítését, melynek legnagyobb támogatója a Magyaróvári Gazdasági Akadémia volt. Ez azonban nem valósult meg: előbb az első világháború kitörése akadályozta meg, majd az a tény, hogy a gróf Khuen-Héderváry család megépítette saját gazdasági vasutait, s attól kezdve már egyáltalán nem állt érdekében, hogy támogassa a térségben egy újabb helyiérdekű vasút megépítését.
Szigetközben a személyszállítás előmozdítását segítette elő a Győr-Hédervár között 1925-ben megnyílt autóbusz közlekedés, majd 1928-ban a Győr és Révfalu között felépült vashíd. Ezzel lehetővé vált a város ipari üzemeibe történő tömeges bejárás, valamint a termény beszállítás. Győr vármegye vasúthálózatának kiépülésével a Mosoni-Duna elvesztette kereskedelmi jelentőségét, s a folyó partján hajómalmok telepedtek le. A 19. század végén Győrújfalu határában a Mosoni-Dunán 7 hajómalom dolgozott.
A 20. század első felében Győrújfalu elsősorban káposztatermeléséről volt híres. Az 1980-as években a községi tanács megvásárolta a bácsai Kossuth Tsz-től az egykori győrújfalui szövetkezeti iroda épületét, s a rendszerváltást követően megalakult a helyi önkormányzat is itt kezdte meg működését.
1992-ben korszerű 4 tantermes alsó tagozatos általános iskola épült. 1987-ben a község vezetékes ivóvizet kapott, az elmúlt években megépítésre került a csatornarendszer és a földgázhálózat. 1998-ban faluház avatására került sor, melyben helyet kapott a posta, a községi könyvtár, a tűzoltó egyesület, s ezenkívül egy nagy és egy kisebb közösségi terem ad lehetőséget összejövetelekre, rendezvényekre. 2008-ban a település korábbi, elavult kábeltévé-hálózatát átvette és korszerűsítette a győri kábeltelevíziós szolgáltató.
A településen a közelmúltban jelentős mértékű magánerős beltelkesítés zajlott, melynek eredményeként 2008-ra mintegy kétszáz új telek került kialakításra, ezek gyors ütemben épülnek be, hozzájárulva ezzel a település lélekszámának jelentős növekedéséhez.
A közeljövő tervei között szerepel a településen átvezető 1401-es út felújítása, ami a környékbeli kavicsbányákat kiszolgáló teherautók egyre nagyobb száma, és általában a falun teljese egészében áthaladó szigetközi gépkocsiforgalom növekedése miatt napjainkra nagyon időszerűvé vált.
A 2013-as árvíz idején, június 7-én elrendelték a falu ideiglenes kitelepítését a veszély megszűntéig.

## Közélete

### Polgármesterei
- 1990–1994: Dr. Sáry István (KDNP)[4]
- 1994–1998: Dr. Sáry István (KDNP)[5]
- 1998–2000: Cserjés László (független)[6]
- 2000–2002: Cserjés László (független)[7][8]
- 2002–2006: Cserjés László (független)[9]
- 2006–2010: Bognár József (független)[10]
- 2010–2014: Nagy Imre Attila (független)[11]
- 2014–2019: Nagy Imre Attila (független)[12]
- 2019–2024: Nagy Imre Attila (független)[13]
- 2024– : Folkmayer Szimonetta (független)[1]

A településen 2000. szeptember 24-én időközi polgármester-választást (és képviselő-testületi választást) tartottak, a korábbi képviselő-testület önfeloszlatása miatt. Az időközi választáson a hivatalban lévő polgármester is elindult és megerősítette pozícióját.

## Népesség
A település népességének változása:
| Lakosok száma | 1600 | 1690 | 1758 | 2494 | 2547 | 2490 | 2530 |
|               | 2013 | 2014 | 2015 | 2021 | 2022 | 2023 | 2024 |

A 2011-es népszámlálás során a lakosok 81,3%-a magyarnak, 0,2% horvátnak, 3,2% németnek, 0,3% románnak mondta magát (17,6% nem nyilatkozott; a kettős identitások miatt a végösszeg nagyobb lehet 100%-nál). A vallási megoszlás a következő volt: római katolikus 42,5%, református 3,5%, evangélikus 9,3%, görögkatolikus 0,1%, felekezeten kívüli 10,1% (31,8% nem nyilatkozott).
2022-ben a lakosság 90%-a vallotta magát magyarnak, 2,4% németnek, 0,3% ukránnak, 0,2% cigánynak, 0,2% románnak, 0,2% szlováknak, 0,1-0,1% lengyelnek, görögnek és bolgárnak, 3,3% egyéb, nem hazai nemzetiségűnek (9,6% nem nyilatkozott; a kettős identitások miatt a végösszeg nagyobb lehet 100%-nál). Vallásuk szerint 37,8% volt római katolikus, 8,1% evangélikus, 3,8% református, 0,4% görög katolikus, 0,1% ortodox, 1,5% egyéb keresztény, 1,1% egyéb katolikus, 9,2% felekezeten kívüli (37,9% nem válaszolt).

## Látnivalók

### Kulturális értékek
- Evangélikus templom

A Káldy Barna által tervezett evangélikus templomot 1950-ben építtették fel a helybeliek, a Győri egyházmegye és Németh Lajos adományaiból. Megtekintésre méltó a Túróczy Zoltán püspök által felszentelt templomban az 1866-ból való harangja, oltárképe és a rajta levő bronz feszület, illetve gyertyatartó.Forrás:
- Krisztus király templom Az 1937-ben épült győrújfalusi templom fő adományozói a Galambos és Burján család volt. Az itt található oltárképet is Galambos Lajos adományozta. A templomot Serédi Jusztinián Esztergomi érsek Krisztus Királykor szentelte fel, innen ered neve is. Forrás:[halott link]

### Természeti értékek
- Bokrosi lapos
- Dunalapos-ér
- Nyiszter-csatorna
- Sólinka-csatorna
- Lajma/Lajmák

### Helyi mondák, balladák
1875-ben a falu közelében, Révfalu (Győr) és Újfalu között működő ún. "vesszős" malomnál gyilkolták meg a felpéci Dely / Újfalun:Dali / Márit.
A Győri Közlöny korabeli tudósítása szerint: " …Török József Dely Máriát midőn ez a malomba őrlés végett gabonát vitt, érzéki gyönyöreinek kielégítésére kívánta felhasználni, mely szándéka a hajadon ellenszegülése miatt nem sikerülvén, Török a leányt a malom deszkáihoz vágta, s alélt állapotában a Dunába dobta, s midőn a leány menekülni akart s a malom lánczaiba kapaszkodott. Török egy ladikon hozzá közeledett s egy evezőlapáttal fejbe ütötte, sőt midón a leány felbukkant, Török az evezőlapátal őt a víz alá szorította, minek következtében Dely Mária megfult. Ez esetről Ács Benedek molnár legénynek tudomása volt, de mindennek daczára a vizsgáló bírót kihallgattatása alkalmával tévútra vezetni iparkodott, miért is bűnpártolás miatt vád alá helyeztetett. Vádlottak a tény elkövetését a vizsgálat alkalmával beismervén, felolvasott vallomásokat helyben hagyták s megerősítették." A vádlottat először halálra, majd végül 18 év börtönre ítélték, aki az illavai (Trencsén vármegye) börtönben halt meg. Ez a ballada az egész környéken, sőt szinte országosan elterjedett több változatban.

„Szegény Dali Mári/ De sokat szenvedett/Mikor a ladikból/A Dunába esett.

Jajgatott, jajgatott/Senki nem hallotta./Szegény édesanyja/Csak aztán siratta

Megfogódzott volna/Ki is csúszott volna/De a kutya molnár/Visszataszította

Újfalusi utca/fel van koszorúzva/Azon viszik szegény/Dali Márit halva

Elkísérsz-e rózsám/Temető sarkáig?/Elkísérlek rózsám/A sírod partjáig.

Megsiratsz-e rózsám/ Egy pár ember előtt?/ Megsiratlak rózsám/Egész világ előtt.
”

### Képek a faluról és a faluból
A település network.hu klubhálózaton található nem hivatalos honlapjának képei 